# Прімій Александрійський
Прімій Александрійський (також — Апрімос) — п'ятий Папа і Патріарх Александрійським.

## Біографія
Прімія хрестив євангеліст Марк. Він був одним із трьох висвячених на священика Марком, разом з єпископом Аніаном, Другим Патріархом Александрії.
Примій був аскетом, побожним, сповненим добрих справ. Він був призначений патріархом на 22-й день Паоні (16 червня 106 року). Під час його правління в церкві панували мир і спокій. 

## Вшанування
Вшановується в коптському синаксаріоні на 3-й день Месри, на п'ятий рік правління Адріана.